# Café Ritter

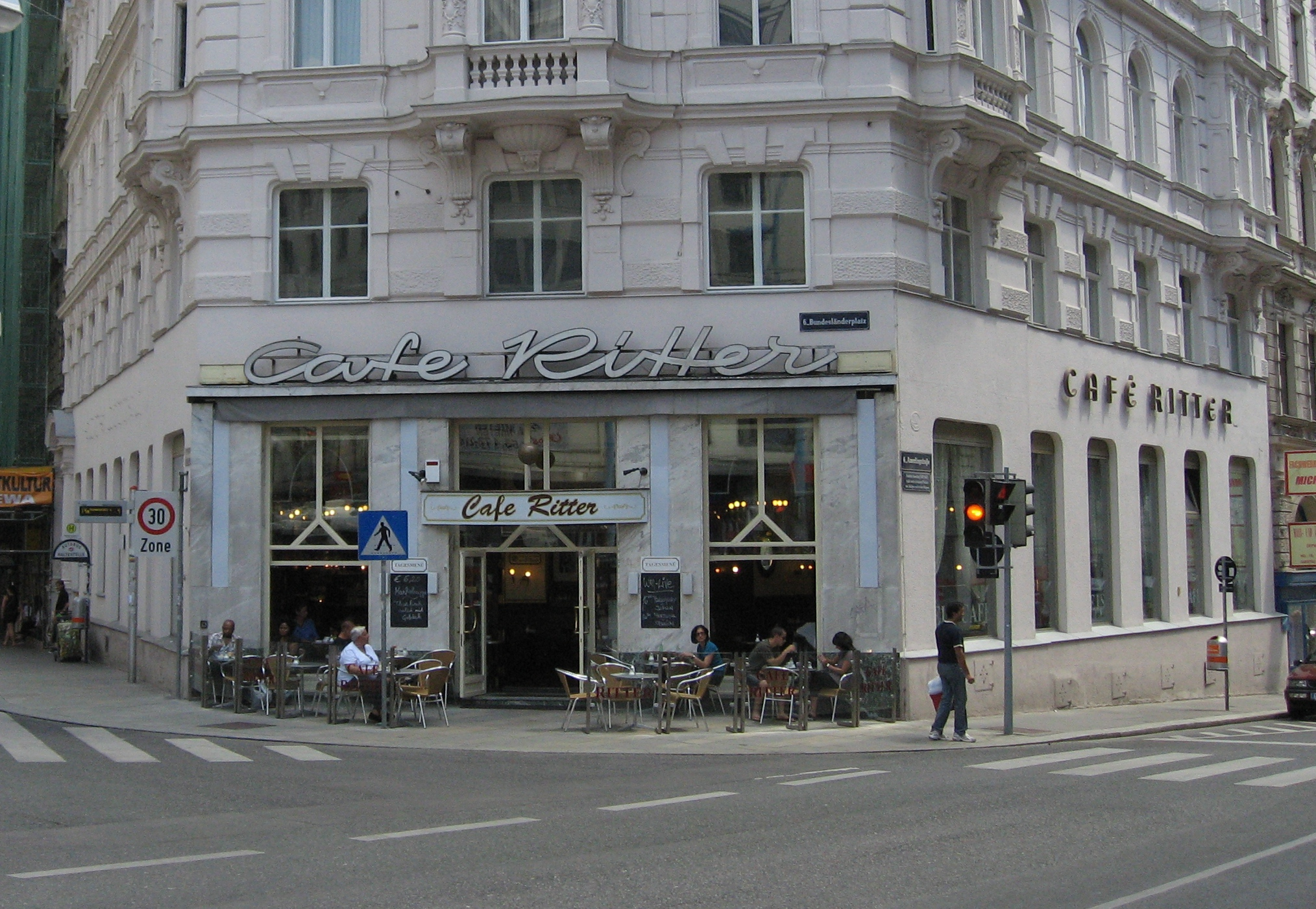
Café Ritter

Café Ritter är ett wienerkafé i stadsdelen Mariahilf i Wien i Österrike.
Café Ritter öppnades ursprungligen 1876 i hörnet Amerlingstrasse/Gumpersdorfer Strasse. År 1905 invigdes de nuvarande lokalerna på Mariahilfer Strasse 73 i hörnet till Amerlingstrasse. Kaféet är byggnadsminnesförklarat.
Kaféet gick i konkurs 2009, men har återöppnats.